# スパイ映画

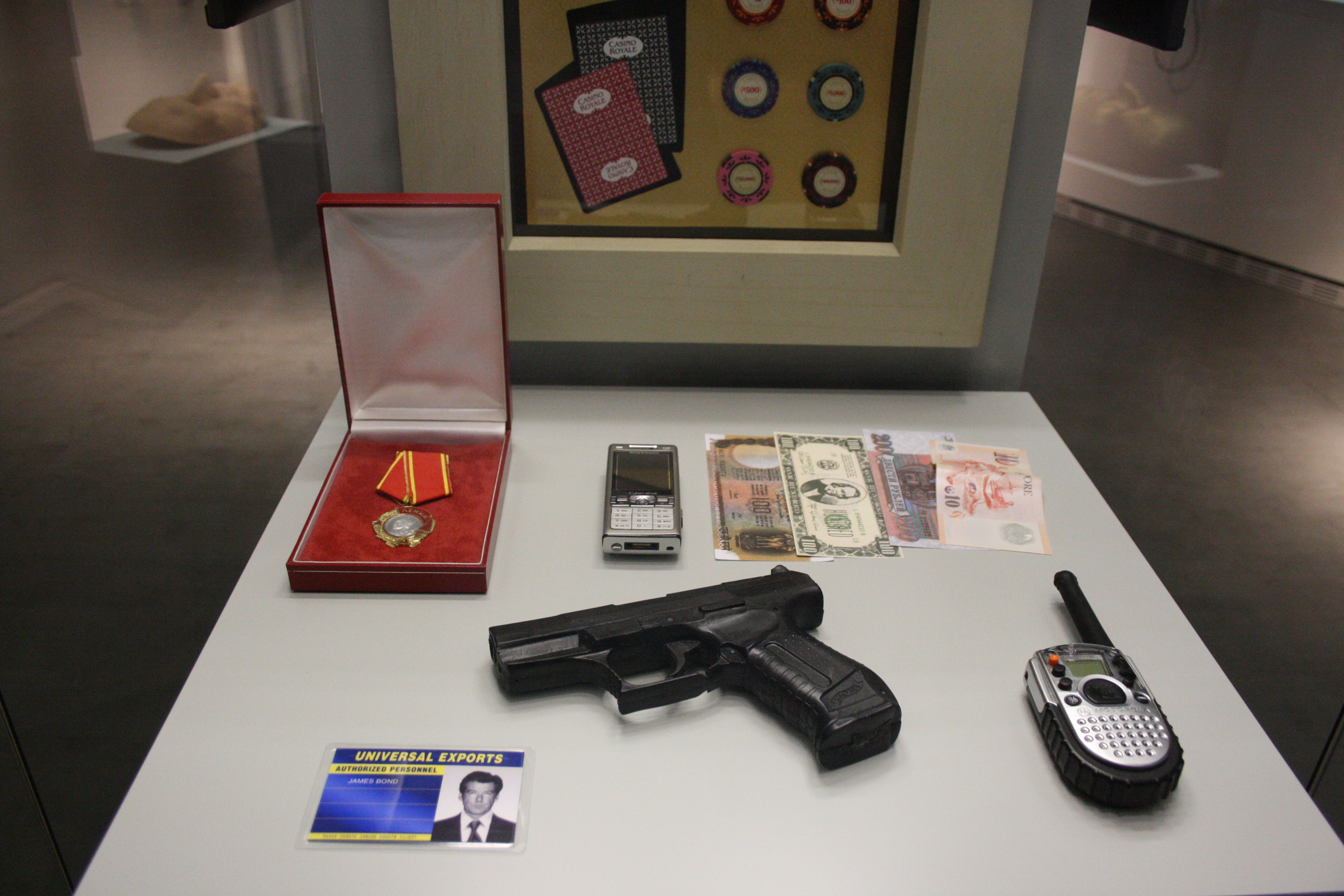
スパイ道具（ベルリンのスパイ・ミュージアム展示）

スパイ映画（スパイえいが、Spy film）は、映画のジャンルの一つでスパイを題材にした映画を指す。内容は現実主義的作品（ジョン・ル・カレ原作作品など）と荒唐無稽なファンタジー的作品（『007』シリーズなど）に大きく分けられる。映画の原作あるいは影響を与えたスパイ小説の作者にはジョン・バカン、イアン・フレミング、レン・デイトンなどがいる。このジャンルはイギリスの映画において大きな要素を占め、アルフレッド・ヒッチコックやキャロル・リードなどが秘密情報部を題材にした作品を数多く製作している。
スパイ映画では政府機関の諜報員として活躍するスパイが登場し、敵対国家のスパイとの対決が描かれる。1940年代のナチスとの戦いを描いたスリラー作品、1960年代に登場したジェームズ・ボンド作品、現代のハイテクを駆使した大ヒット作品など時代を経ても多くの観客に支持されるジャンルとなっている。エキサイティングなエスカピズム、テクノロジカル・スリル、魅力的なロケーションが組み合わさるスパイ映画はアクションとSFの要素を融合し、観客に明確なヒーローと軽蔑されるべき悪役を提示した。映画にはポリティカル・スリラーやアクションコメディの要素も含まれている。
現在ジャンルの中で最も著名なシリーズは『007』シリーズと『ミッション:インポッシブル』シリーズだが、『寒い国から帰ったスパイ』のようなよりシリアスな作品も存在する。冷戦が終結すると悪役は敵対国のスパイからテロリストに変わり、中東が舞台に設定されることが多くなった。

## 歴史

### 1930年代 - 1950年代

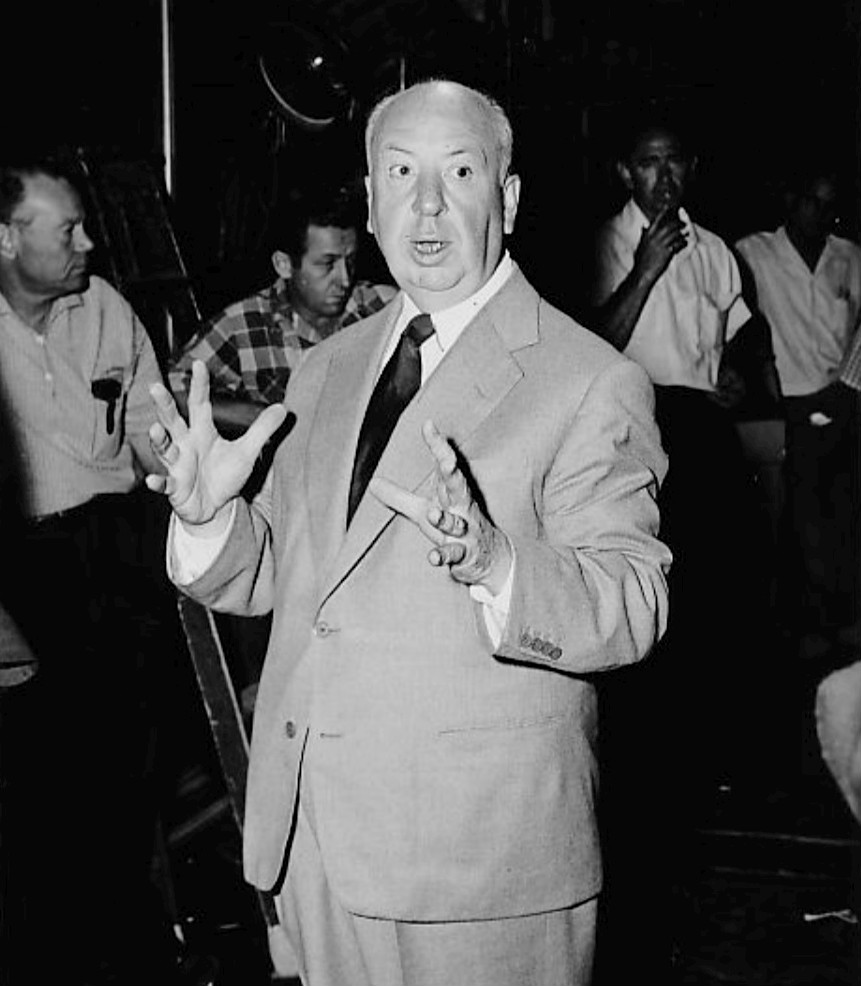
アルフレッド・ヒッチコック

スパイ映画は侵略文学や第一次世界大戦が到来したサイレント映画の時代に始まり、1914年にイギリスで『The German Spy Peril』が公開された。1928年にはフリッツ・ラングが製作した『スピオーネ』が公開され、「諜報機関」「コードネームで呼ばれるスパイ」「主人公に恋する外国の美人スパイ」など、後のスパイ映画に繋がる多くの要素がこの作品で登場している。『スピオーネ』を「スパイ映画の元祖」とする説もある。この他にも、ラングが製作した『ドクトル・マブゼ』にはスパイ・スリラーの要素が含まれ、『死刑執行人もまた死す』では第二次世界大戦のスパイの要素が含まれている。
1930年代に入ると、アルフレッド・ヒッチコックが『暗殺者の家』『三十九夜』『サボタージュ』『バルカン超特急』などの作品を製作し、スパイ映画の大衆化に貢献した。これらの作品では『逃走迷路』のように民間人が国際的な陰謀や諜報活動に巻き込まれるという形式で物語が進行する。一方で、『間諜最後の日』やサマセット・モーム作品、ジョン・P・マーカンド原作の『ミスター・モトシリーズ』などプロのスパイを描いた作品も存在する。
1940年代から1950年代初頭にはナチス・ドイツ占領下のヨーロッパで活躍する連合軍スパイを描いた作品が登場した。1947年公開の『13 Rue Madeleine』はフランスにおけるOSSの活躍を描いており、この他にもSOEの活躍を描いた『Odette』『Carve Her Name with Pride』が公開された。2000年代にはSOEを題材にした『シャーロット・グレイ』が公開されている。この期間には機密文書の奪取や科学者の誘拐などを題材にした探偵要素のあるスパイ映画（『The Thin Man Goes Home』『Charlie Chan in the Secret Service』など）も公開された。

### 1960年代以降

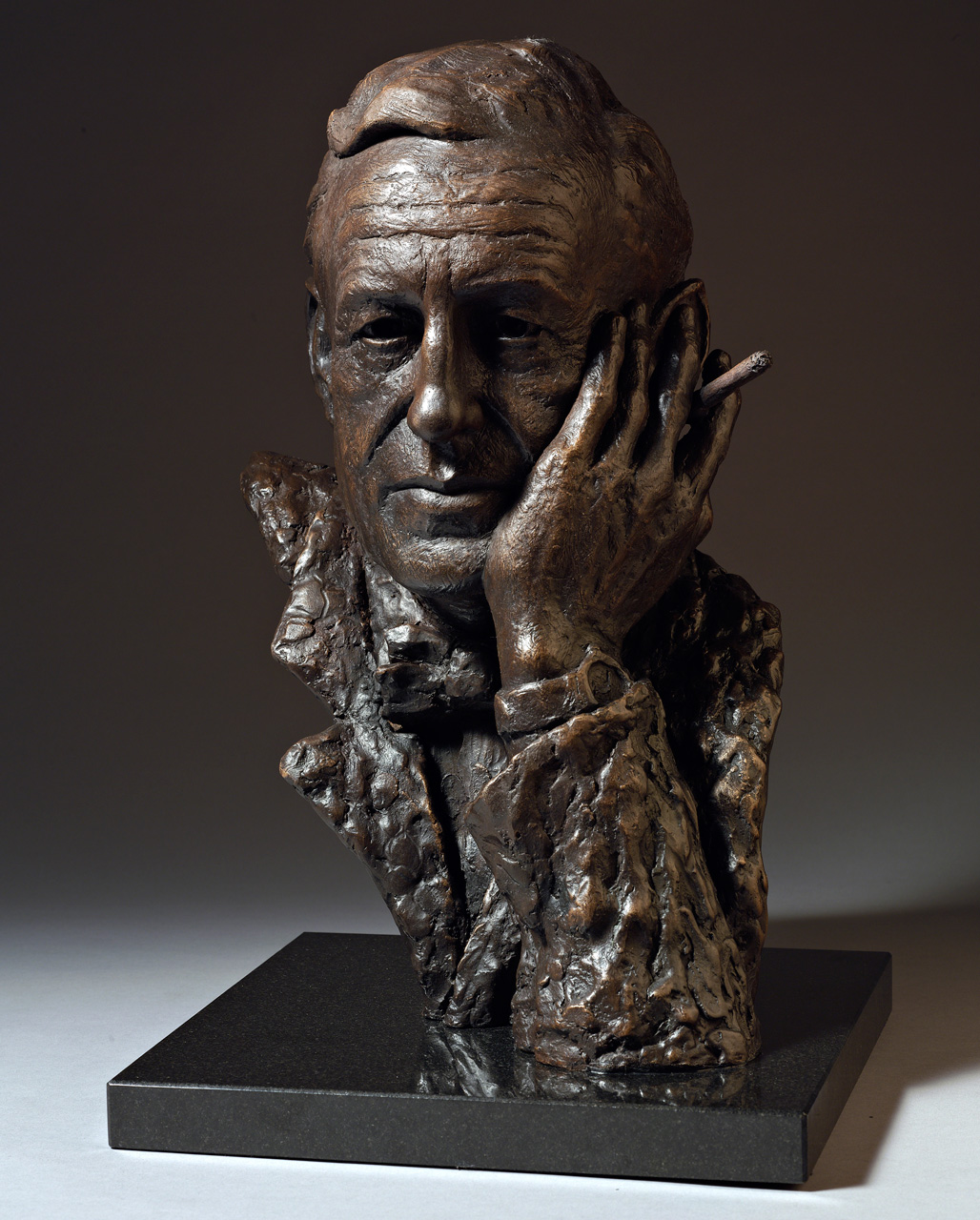
イアン・フレミング

1960年代に入るとスパイ映画は黄金期を迎え、冷戦の背景の下に刺激的でサスペンスを感じられる作品が観客を魅了した。この時代のスパイ映画は大きく2つの方向に別れた。一方はレン・デイトンやジョン・ル・カレの小説を原作とした冷戦の恐怖を描いた現実主義的なスリラー作品であり、これらの系統には『寒い国から帰ったスパイ』『The Deadly Affair』『引き裂かれたカーテン』『ハリー・パーマーシリーズ』などがある。
もう一方の系統はイアン・フレミングの小説を原作とした『007シリーズ』のようなアクション要素を多く盛り込んだ冒険映画・ファンタジー映画的作品であり、ハリー・サルツマンとアルバート・R・ブロッコリが手がけ、ショーン・コネリーを主演に迎えた同シリーズは世界的な成功を収め、ヨーロッパやアメリカのジャンルに大きな影響を与え『さらばベルリンの灯』『マット・ヘルムシリーズ』『0011ナポレオン・ソロ』『I Spy』『Danger Man』『おしゃれ(秘)探偵』『スパイ大作戦』などが登場した。
1989年公開の『007 消されたライセンス』が興行的に失敗し、権利問題による法廷闘争で007シリーズが一時的に中断する。また、1980年代にはシルベスター・スタローンやアーノルド・シュワルツェネッガー等といった肉体派アクション俳優の人気が全盛期を迎えており、更にはブルース・ウィリス主演の『ダイ・ハード』等の新興のアクション映画と人気が入れ替わる形でスパイ映画は一時的に衰退することとなった。
1990年代中盤に入ると、1994年公開のスパイコメディ映画『トゥルーライズ』がヒットし、007シリーズも1995年公開の『007 ゴールデンアイ』で復活、更にはスパイ大作戦のリメイク作で1996年公開の『ミッション:インポッシブル』のヒットでスパイ映画の人気は復活した。
2000年代に入ると『スパイキッズ』など、ファミリー向けのスパイ映画も製作されるようになった。
また、シリアス路線のスパイ映画が多く製作されるようになり、ル・カレ原作の『ナイロビの蜂』『裏切りのサーカス』『誰よりも狙われた男』『われらが背きし者』が公開され、『007シリーズ』もアメリカ同時多発テロ事件による世界情勢の変化に伴い路線変更を行い、『007 スカイフォール』のようなシリアス路線の作品を製作するようになった。こうした流れに対して、往年のアクションやファンタジーの要素を含む『007シリーズ』への回帰というコンセプトを持つ『キングスマン』『キングスマン:ゴールデン・サークル』が製作されている。

## 主なスパイ映画の俳優

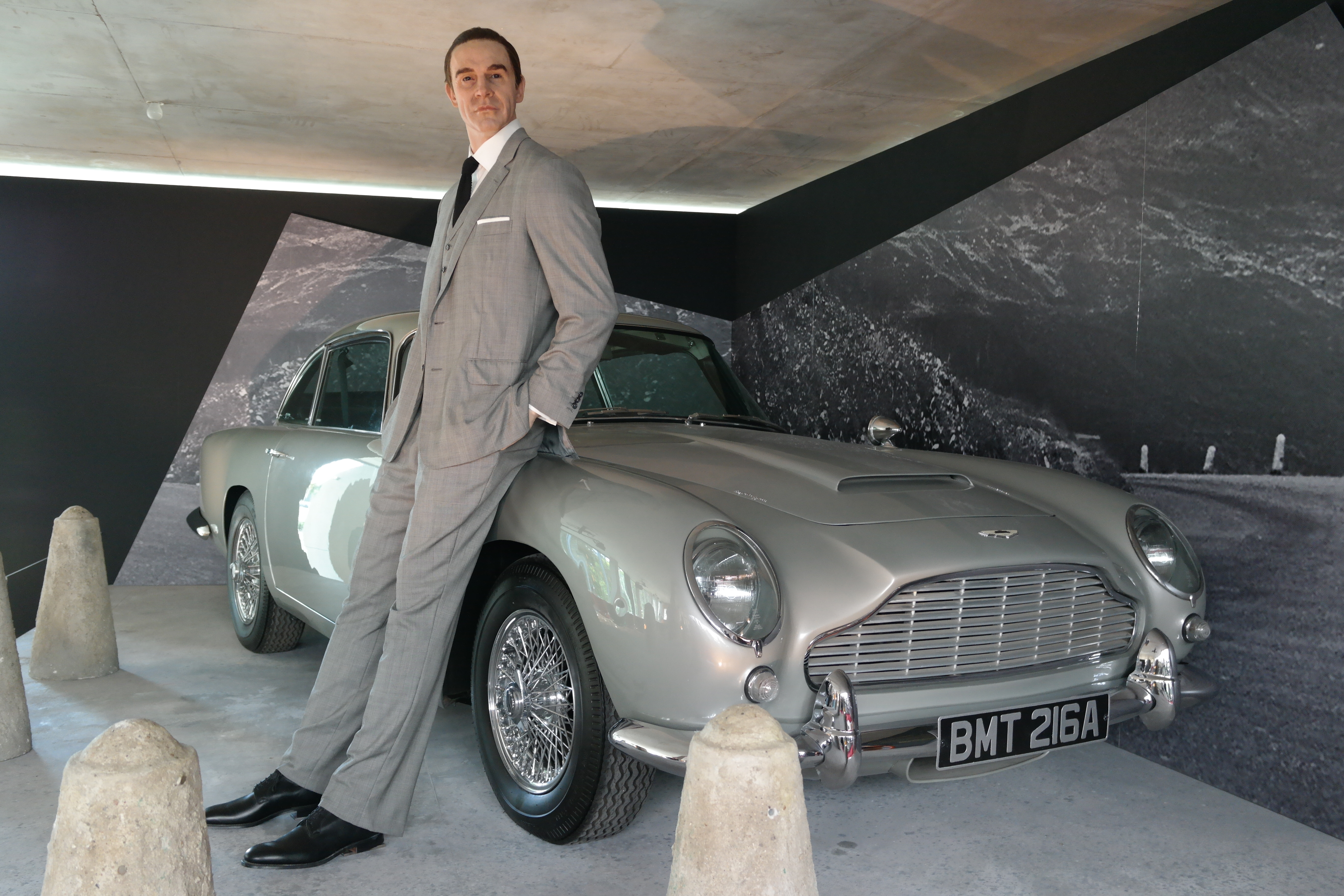
ショーン・コネリー（『007』シリーズのジェームズ・ボンド）
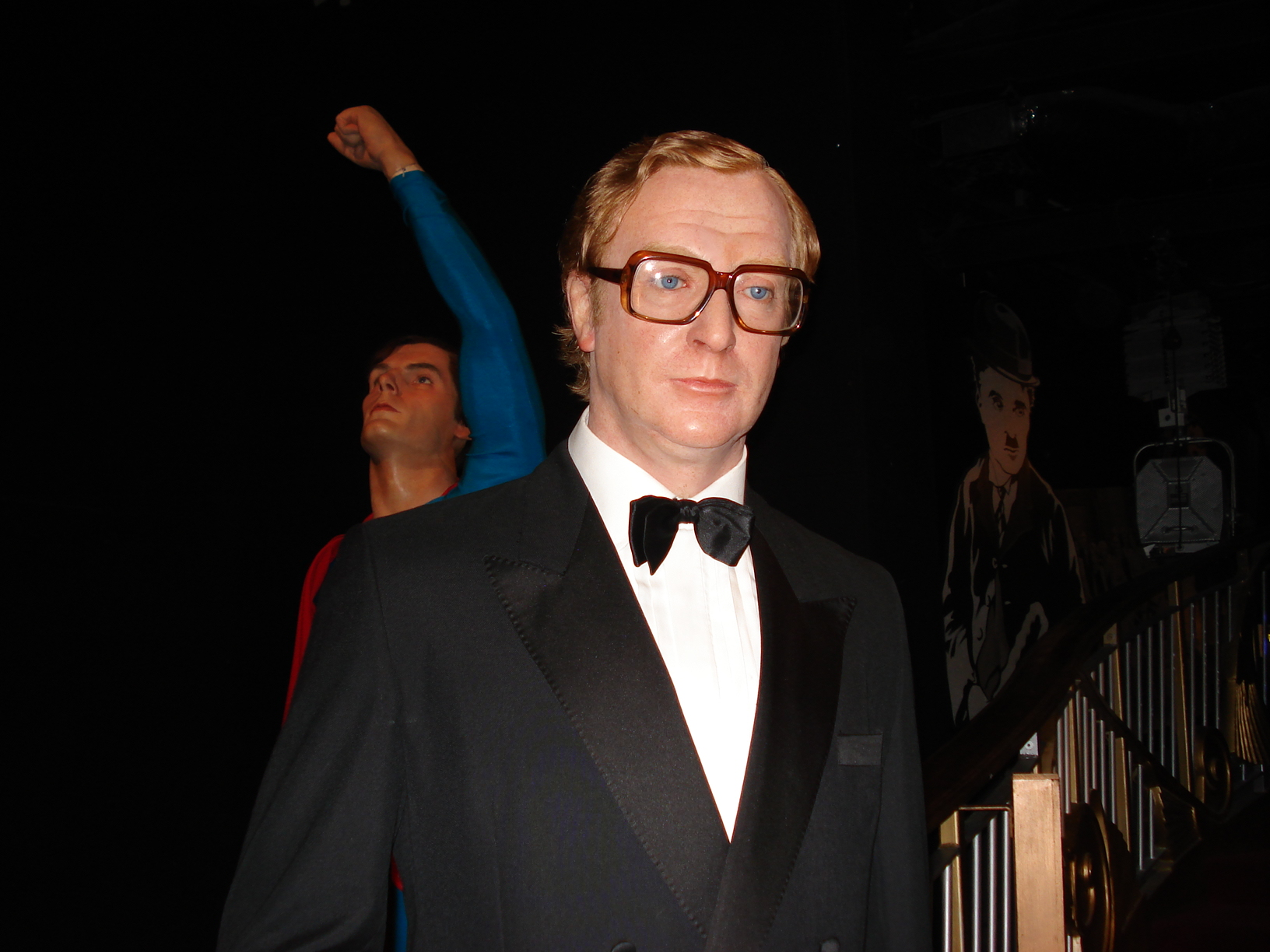
マイケル・ケイン（『ハリー・パーマー』シリーズのハリー・パーマー）
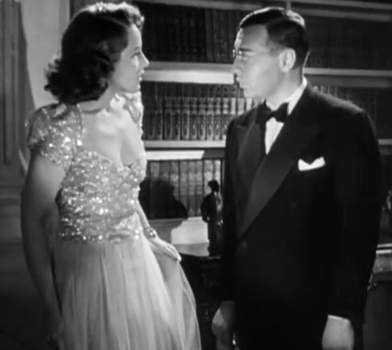
ピーター・ローレ（『ミスター・モト』シリーズのミスター・モト）
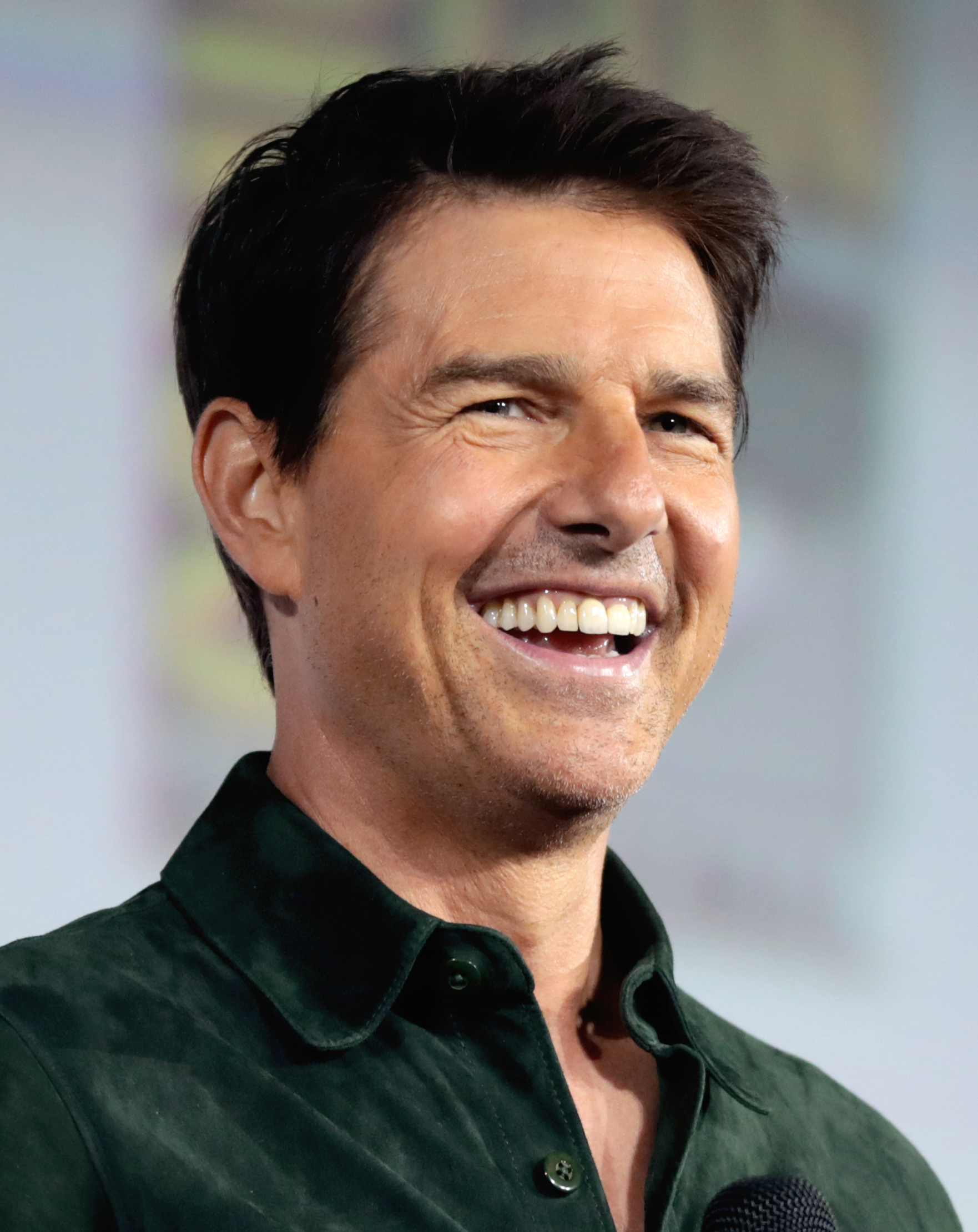
トム・クルーズ（『ミッション:インポッシブル』シリーズのイーサン・ハント）
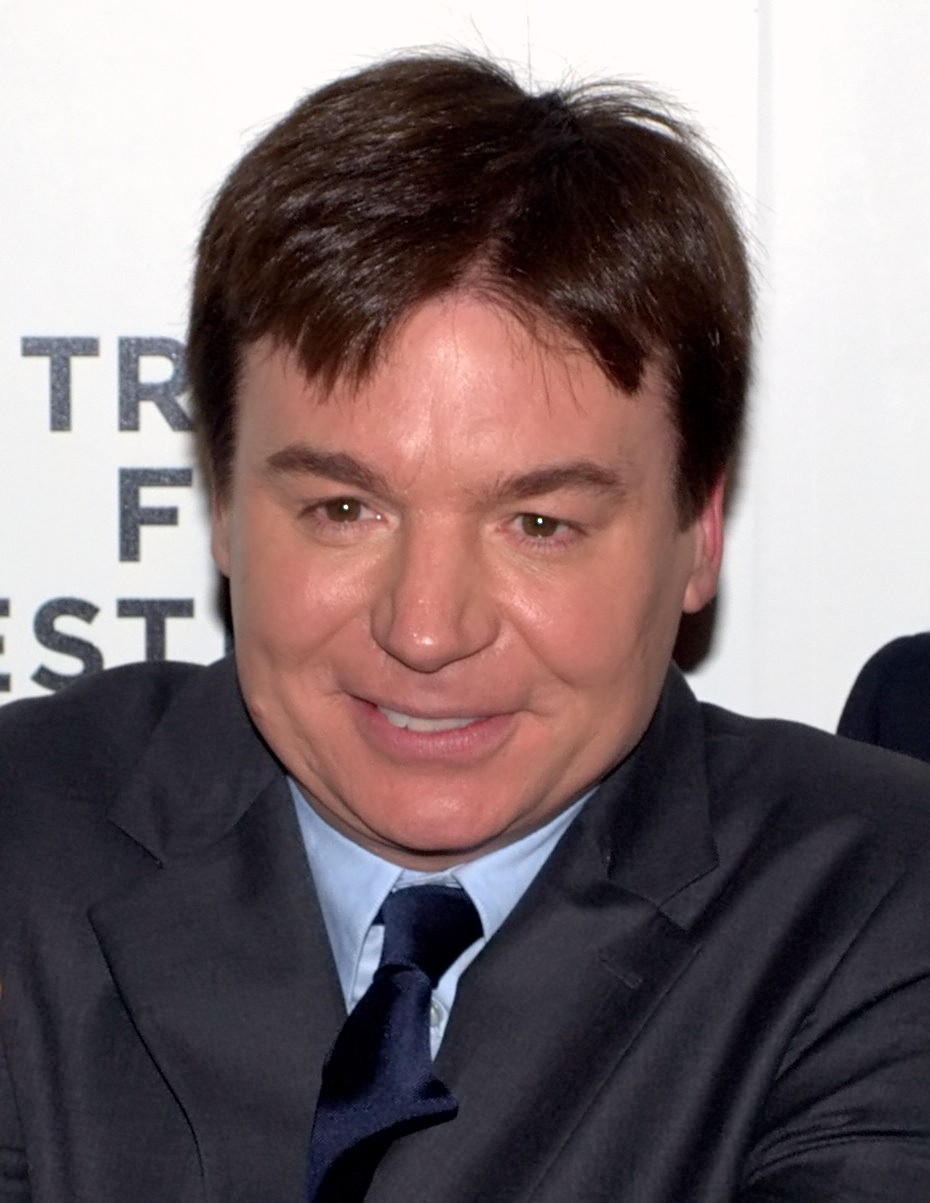
マイク・マイヤーズ（『オースティン・パワーズ』シリーズのオースティン・パワーズ）
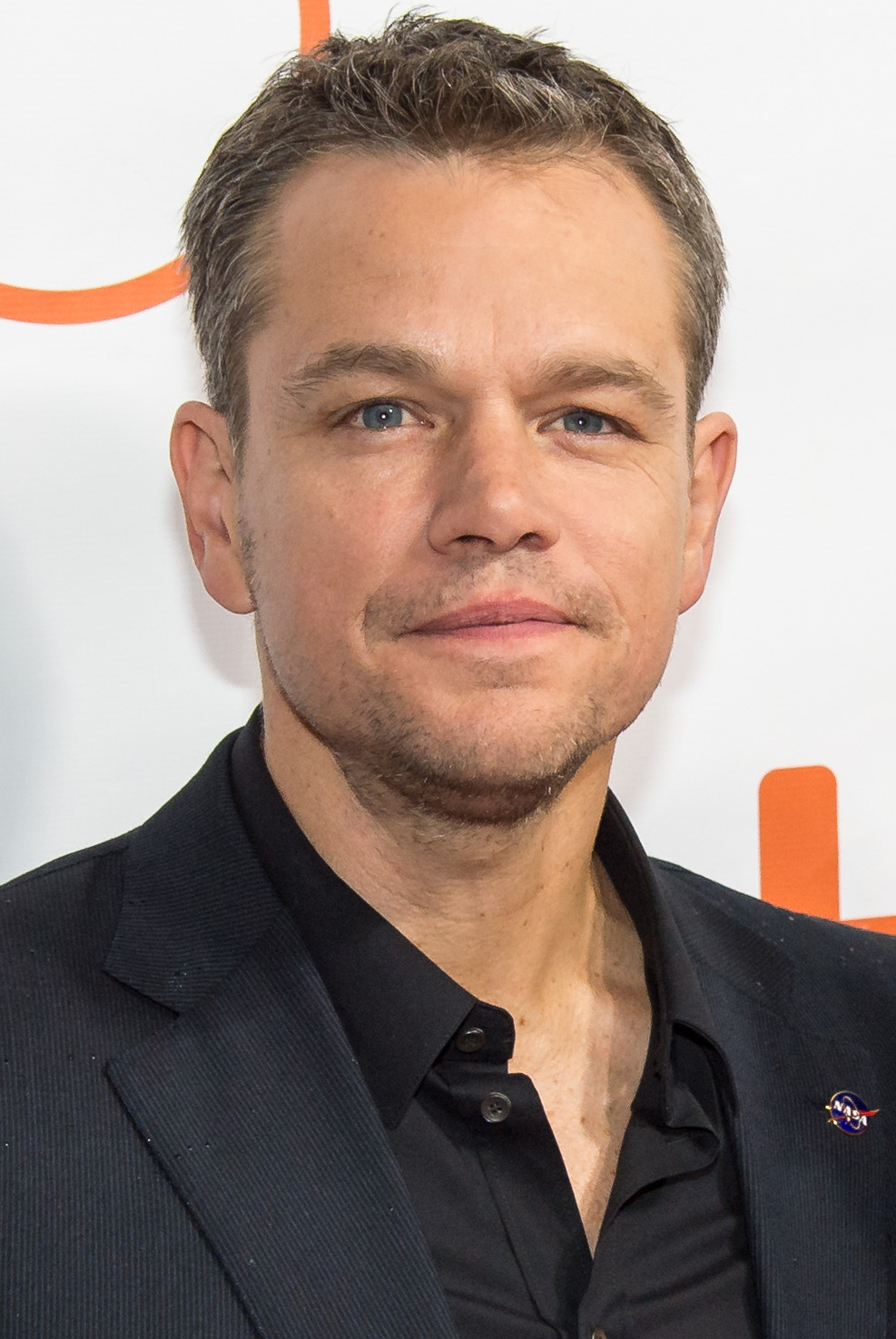
マット・デイモン（『ジェイソン・ボーン』シリーズのジェイソン・ボーン）
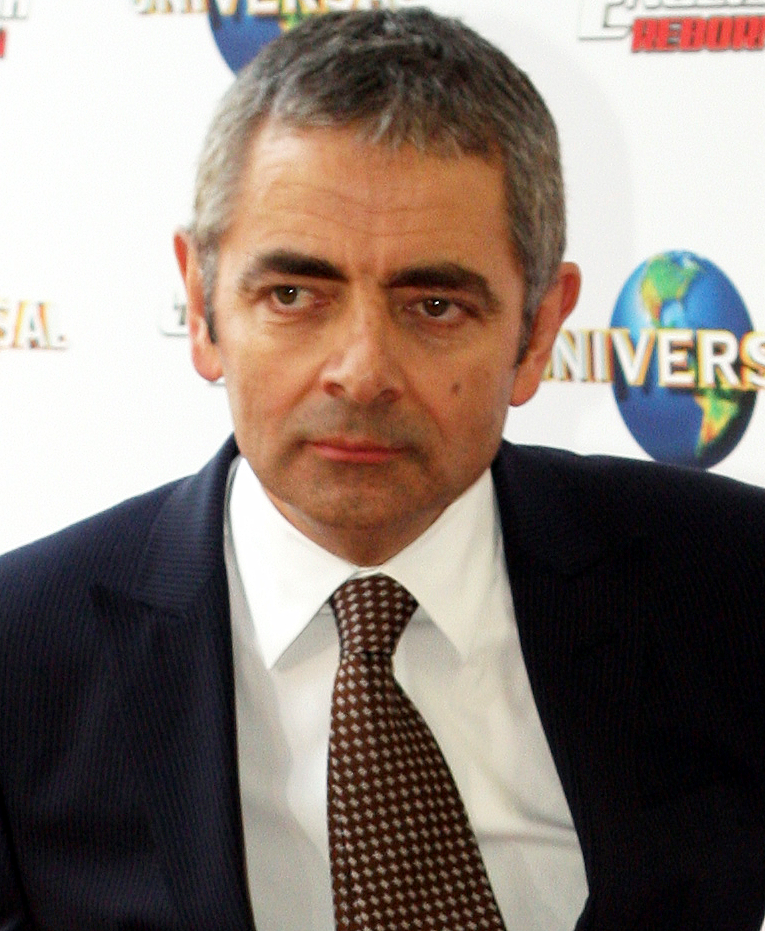
ローワン・アトキンソン（『ジョニー・イングリッシュ』シリーズのジョニー・イングリッシュ）
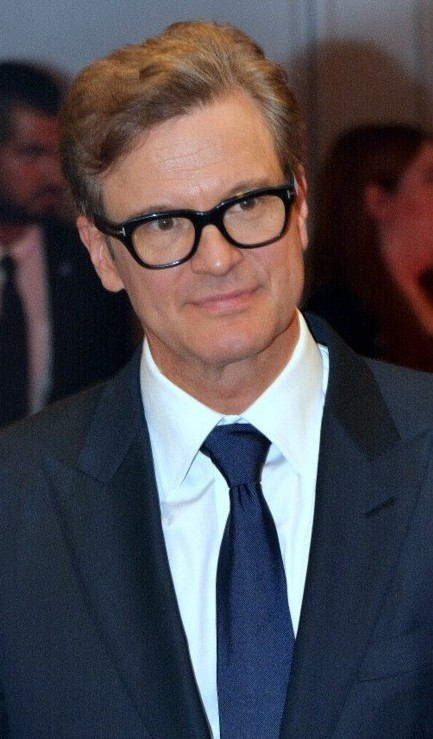
コリン・ファース（『キングスマン』シリーズのハリー・ハート）